# Samsŏk-guyŏk
Samsŏk-guyŏk é uma das 19 regiões administrativas de Pyongyang, capital da Coreia do Norte.